# Karintiai Matild champagne-i grófné
Karinthiai Matild Engelbert karintiai herceg és Passaui Uta leánya, II. Fülöp Ágost francia király anyai nagyanyja. II. Theobald champagne-i grófhoz ment nőül, akitől összesen kilenc gyermeke született:
- Henrik, Champagne következő grófja
- Teobáld, Blois következő grófja
- Adél, VII. Lajos francia király leendő harmadik neje, aki 1165-ben megadta végre az uralkodónak a várva várt trónörököst, Fülöp Ágost herceget.
- Izabella, első férje Apuliai Roger, második férje IV. Gouet Vilmos volt
- Mária, II. Eudész burgundiai herceg felesége, később apácafőnöknő Fontevrault-ban
- Fehérkezű Guillaume (Vilmos), Reims leendő érseke
- István, Sancerre leendő grófja I. István néven
- Ágnes, II. (Bar) Renaut gróf hitvese
- Margit, később apáca Fontevrault-ban